# Drago Grubelnik
Drago Grubelnik (* 15. Januar 1976 in Radlje ob Dravi, Jugoslawien; † 17. November 2015 in Murnau am Staffelsee, Deutschland) war ein slowenischer Skirennläufer. Er war elf Jahre im Weltcup am Start, seine größten Erfolge feierte er im Slalom.

## Biografie
Grubelnik nahm von 1993 bis 1995 an Juniorenweltmeisterschaften teil und erreichte als bestes Resultat Platz acht im Slalom 1993. Im selben Jahr gewann er bei den Europäischen Olympischen Winter-Jugendtagen in Aosta die Goldmedaille im Slalom. Nach mehreren Siegen bei FIS-Rennen startete der Slowene ab der Saison 1996/97 im Weltcup. Seine ersten Weltcuppunkte holte er am 8. März 1997 mit Rang 27 im Riesenslalom von Shigakōgen, tags darauf kam er im Slalom bereits auf Rang 19. Die Konstanz fehlte ihm aber noch und so gelang ihm in der gesamten folgenden Saison nur ein zählbares Resultat (25. Platz im Slalom von Schladming). Auch bei den Olympischen Winterspielen 1998 in Nagano fiel er im zweiten Slalomdurchgang aus. Im März 1998 wurde er Slowenischer Meister in der Kombination und Vizemeister im Slalom.
Der Durchbruch gelang Grubelnik in der Saison 1998/99. Am 28. November erreichte er im Slalom von Aspen den achten Platz, zwei Wochen später fuhr er in Sestriere auf Rang zehn. Mit zwei weiteren Top-Ten-Ergebnissen (Rang sieben in Kitzbühel und Rang zehn in Ofterschwang) belegte er den 17. Platz im Slalomweltcup. Bei den Weltmeisterschaften 1999 in Vail/Beaver Creek wurde er 21. im Riesenslalom, in seiner stärkeren Disziplin, dem Slalom, fiel er im ersten Durchgang aus. In dieser Saison feierte der Slowene auch seinen einzigen Sieg im Europacup.
In der Saison 1999/2000 erreichte Grubelnik sein bestes Weltcupergebnis: im Slalom von Wengen am 16. Januar wurde er hinter den beiden Norwegern Aamodt und Furuseth überraschend Dritter. Er musste in diesem Winter aber auch viele Ausfälle hinnehmen und so war sein zweitbestes Saisonergebnis lediglich ein 19. Platz im Slalom von Kranjska Gora. Nach einer eher schwachen Saison 2000/01 fuhr Grubelnik, der mittlerweile fast nur noch in Slalomrennen startete, im Winter 2001/02 dreimal unter die besten zehn und erreichte im Slalomweltcup mit Rang 14 sein bestes Ergebnis. Bei den Olympischen Winterspielen 2002 in Salt Lake City fiel er wie bereits vier Jahre zuvor im zweiten Slalomdurchgang aus.
In der Saison 2002/03 war sein bestes Resultat der zehnte Platz in Schladming, bei den Weltmeisterschaften 2003 in St. Moritz belegte er als bester Slowene Rang 18 im Slalom. Die Saison 2003/04 war anfangs wieder von vielen Ausfällen geprägt, am 8. Februar 2004 erreichte er jedoch im Slalom von Adelboden mit Platz fünf sein zweitbestes Weltcupresultat. Drei Wochen später fuhr er in Kranjska Gora auf den sechsten Platz.
In seiner weiteren Karriere erreichte Grubelnik keine Top-Ten-Ergebnisse mehr. 2004/05 kam er nur zweimal ins Ziel, Rang 19 in Sestriere war sein bestes Saisonergebnis. In der Saison 2005/06 gelang ihm wegen zahlreicher Ausfälle nur ein einziges Resultat. Mit dem 12. Rang in Kranjska Gora zeigte er aber, dass er noch immer gute Ergebnisse erbringen konnte, wenn er in beiden Läufen durchkam. Das bestätigte er auch bei den Olympischen Winterspielen 2006, wo er mit Rang 13 im Slalom bester Slowene wurde und auch seine persönliche Bestleistung bei Großereignissen erzielte. In der Saison 2006/07 kam Grubelnik allerdings in keinem einzigen Bewerb mehr ins Ziel und er fuhr am 4. März 2007 sein letztes Weltcuprennen. Insgesamt startete Grubelnik bei 87 Slaloms und 21 Riesenslaloms im Weltcup, erreichte aber aufgrund seiner risikoreichen Fahrweise nur in 36 Rennen das Ziel.
Nach seinem Rücktritt arbeitete Grubelnik als Trainer, zuletzt als Cheftrainer des bulgarischen Skiverbandes. Am 17. November 2015 war er mit seinem Auto zwischen Sölden und dem Rettenbachferner unterwegs, als das Auto von der Fahrbahn abkam und einen Hang hinabstürzte. Grubelnik konnte noch von Rettungskräften ins Krankenhaus nach Murnau geflogen werden, wo er am selben Tag starb. Seine beiden bulgarischen Mitfahrer, Skirennläufer Albert Popow und Assistenztrainer Dimitar Hristow, erlitten Verletzungen.

## Erfolge

### Olympische Winterspiele
- Turin 2006: 13. Slalom

### Weltmeisterschaften
- Vail/Beaver Creek 1999: 21. Riesenslalom
- St. Moritz 2003: 18. Slalom

### Juniorenweltmeisterschaften
- Monte Campione/Colere 1993: 8. Slalom, 27. Riesenslalom
- Lake Placid 1994: 10. Super-G
- Voss 1995: 13. Slalom, 13. Riesenslalom

### Weltcup
- Ein Podestplatz, weitere zehnmal unter den besten zehn

### Weitere Erfolge
- Slowenischer Meister in der Kombination 1998
- 1 Sieg im Europacup (Slalom in Adelboden am 15. Januar 1999)
- 13 Siege in FIS-Rennen (ab 1994/95)